# Ästhetische Theorie
Die Ästhetische Theorie ist ein posthum erschienenes Werk des Philosophen und Soziologen Theodor W. Adorno. Sie enthält Adornos Philosophie der Kunst als eine gattungsübergreifende Theorie der künstlerischen Moderne mit den Leitmotiven der Negativität und der Versöhnung sowie den ästhetischen Grundkategorien des Schönen und des Erhabenen. Als seine letzte große Arbeit zählt sie zu seinen philosophischen Hauptwerken. Obwohl als Torso 1970 aus dem Nachlass herausgegeben, stellt sie eine Summa seiner ästhetischen Überlegungen und Einsichten dar.
Adorno schöpft in der Ästhetischen Theorie aus seiner lebenslangen – auch als Komponist aktiven – Beschäftigung mit der Kunst und den Künsten. Ausgehend von den Besonderheiten moderner Kunst entfaltet Adorno eine umfassende kategoriale Analyse der Kunst, ihres nicht-diskursiven Wahrheitsgehaltes bei gleichzeitigem Rätselcharakter und ihres utopischen Kerns: der Versöhnung von Allgemeinem und Besonderem, von Natur und Geist, von Mimesis und Konstruktion. Er versteht Kunst als die „gesellschaftliche Antithesis zur Gesellschaft“ (ÄT 19) und „Statthalter einer besseren Praxis“ (ÄT 26).

## Stellenwert im Werk Adornos und formale Struktur
Dem Germanisten Gerhard Kaiser zufolge werden in der Ästhetischen Theorie alle Motive von Adornos Denken „enggeführt“. Für Günter Figal ist die Ästhetische Theorie als Hauptwerk und philosophisches Vermächtnis Adornos anzusehen. Konsequenter als in seinen anderen Schriften setze Adorno hier „seine Leitbegriffe als eine Vielzahl von Zentren ein, um die sich seine Reflexionen bilden“, und die in der Konstellation zueinander ein Ganzes ergäben.
In seinem editorischen Nachwort schreibt der Herausgeber Rolf Tiedemann über das wenn auch nahezu abgeschlossene, aber Fragment gebliebene Werk:

„Der ausstehende letzte Arbeitsgang, den Adorno bis Mitte 1970 abzuschließen gedachte, hätte zahlreiche Umstellungen innerhalb des Textes, auch Kürzungen gebracht; ihm war die Eingliederung jener Fragmente vorbehalten, die jetzt als Paralipomena abgedruckt sind; die frühe Einleitung wäre durch eine neue ersetzt worden.“

Der Text des Buches stellt den Rezipienten vor ungeahnte Schwierigkeiten. Formal ist er weder durch Kapitel noch durch Paragraphen gegliedert, sondern allein durch große Zwischenräume (Spatien) zwischen Textblöcken. Inhaltlich gibt es keinen Grundbegriff, keine Reihenfolge oder Hierarchie der Probleme. Dem Verständnis des komplexen Werkes – Ruth Sonderegger attestiert dem Text eine rhizomartige Struktur – steht nicht zuletzt die Tatsache im Wege, „dass bei Adorno fast alle Kategorien janusköpfig sind, genauer: sich bald in guter, bald in böser Gestalt zeigen“. Nach Rolf Wiggershaus ist das Werk „ein Ensemble essayistischer Betrachtungen“. Dies erklärt, warum zusammenfassende Darstellungen dieses Werks als Einstieg in die Interpretation unterschiedliche Bruchstücke auswählen (z. B. Versöhnung, Naturschönes, Erhabenes, Erscheinung, rationale Konstruktion, Rätselcharakter, Mimesis, Monade), ohne die von anderen Autoren als Einstieg bevorzugten Schlüsselphänomene zu ignorieren.

## Konstruktion und Mimesis
Das Kunstwerk ist für Adorno das Ergebnis einer rationalen Konstruktion, die individuelles „Material“ (Klänge, Worte, Farben, Holz, Metall etc.) zu einer Einheit stimmig zusammenfügt. Der Musikwissenschaftler Carl Dahlhaus verweist darauf, dass Adorno als Substanz des Materialbegriffs in der Musik „einerseits den bloßen Tonstoff und andererseits den Inbegriff geschichtlich entwickelter Beziehungen im Tonstoff“ bezeichnet, wobei Dahlhaus zugleich zu bedenken gibt, „ob der Terminus Material für etwas Vorgegebenes, das primär in Relationen besteht, die glückliche Wahl war“. Die Konstruktion bedeutet Anlage, Organisation und Verteilung des Materials. Obwohl zweckmäßig gestaltet, erscheint das Kunstwerk im Resultat als sei es naturhaft erzeugt, weil das formgebende Vermögen – als vorgeistige Sinnlichkeit oder als kreatürlicher Reflex – selbst der „Natur im Subjekt“ (Immanuel Kant) angehört. Gelingen kann die Konstruktion nur, wenn sie sich den zugrundeliegenden sinnlichen Impulsen (des Subjekts wie des Materials) mimetisch anschmiegt. Der Begriff der Mimesis ist für Adornos Ästhetik von grundlegender Bedeutung. Wie Ruth Sonderegger betont, hebt Adorno an diesem Begriff weniger das Moment des Nachmachens als den Aspekt des Sich-gleich-Machens hervor; wichtig sei für ihn das Zusammenspiel von Konstruktion und Mimesis, das das gelungene Kunstwerk als eine harmonische Einheit erscheinen lasse.

## Doppelcharakter der Kunst
Ein wiederkehrendes Thema ist der „Doppelcharakter der Kunst: der von Autonomie und fait social“ (ÄT 340). Als fait social ist ein Kunstwerk das Produkt gesellschaftlicher geistiger Arbeit und wird zur Ware, wo es doch in seiner Autonomie gleichzeitig den Warencharakter abstreift. Kunstwerke verkörpern nach Adorno das Gegenteil von Ideologie und Ware, sie stehen für Glücksversprechen und gesellschaftliche Utopie. Kunst lasse das sprechen, „was die Ideologie verbirgt“. Das Kunstwerk sagt die Wahrheit über die Gesellschaft in einer anderen Sprache als die kritische Gesellschaftstheorie es im Medium des Begriffs tut. Gesellschaftsbezogen ist für Adorno die Kunst nicht durch die Gestaltung gesellschaftlicher Phänomene, sondern durch die Formen und Mittel der Gestaltung. Das heißt, der soziale Gehalt besteht zum einen darin, dass Gesellschaft und Klassenkämpfe auf die Werkstruktur einwirken, so dass Kunstwerke verstanden werden können als „die ihrer selbst unbewußte Geschichtsschreibung ihrer Epoche“ (ÄT 272); zum anderen wirken Kunstwerke auf die Gesellschaft zurück, nicht durch manifeste Stellungnahme, sondern durch ihre „immanente Bewegung gegen die Gesellschaft“ (ÄT 336). In ihnen verkörpern sich „Denunziation und Antezipation“ (ÄT 130) – Denunziation der bestehenden, Antezipation der befreiten Gesellschaft.
Wiederholt zitiert Adorno Stendhals Formel von der promesse du bonheur, für ihn eine auf die Utopie vordeutende Charakterisierung der Kunst (ÄT 461). Aber: „Kunst ist nicht nur der Statthalter einer besseren Praxis als der bis heute herrschenden, sondern ebenso Kritik von Praxis als der Herrschaft brutaler Selbsterhaltung“ (ÄT 26). Authentische Kunstwerke seien „die ihrer selbst unbewußte Geschichtsschreibung ihrer Epoche“ (ÄT 272), wobei ihnen „der kritische Begriff der Gesellschaft […] inhärent“ sei. „Kunst ist die gesellschaftliche Antithesis zur Gesellschaft“ (ÄT 19). Nicht im manifesten Inhalt, sondern in der Struktur der Werke drückten „gesellschaftliche Kämpfe, Klassenverhältnisse“ sich ab (ÄT 350 u. 344).
Da die moderne Kunst keine verpflichtenden Normen für die künstlerische Gestaltung mehr kenne, müssen die Kunstwerke auf je singuläre Weise aus ihrem Material und ihrer Konstruktion eigene Regeln entwickeln und aus der ihnen eigentümlichen Logik ihre Maßstäbe etablieren.

## Wahrheit und Schein
Albrecht Wellmer zufolge bindet Adorno die Wahrheit der Kunst an die stimmige Konkretion der einzelnen Kunstwerke, die wahr sind, „insofern sie die Wirklichkeit als unversöhnte, antagonistische, zerrissene zur Erscheinung“ bringen, sie aber – weil sie das Gespaltene synthetisieren – im „Lichte der Versöhnung erscheinen“ lassen. In Adornos Worten: „Paradox hat sie [die Kunst] das Unversöhnliche zu bezeugen und gleichwohl tendenziell zu versöhnen; möglich ist ihr das nur in ihrer nicht-diskursiven Sprache“ (ÄT 251). Die Antinomie der Kunst besteht folglich darin, dass sie die Negation des Sinns ästhetisch sinnvoll artikuliert. Darin sieht Adorno ihren ästhetischen Schein, nämlich „dass sie der Suggestion von Sinn inmitten des Sinnlosen nicht zu entrinnen vermag“ (ÄT 232). Das Mal ihrer Unwahrheit sei, dass sie in einer unversöhnten Wirklichkeit Versöhnung nur symbolisch zu stiften vermag. Um der Hoffnung auf reale Versöhnung willen müsse aber die Kunst diese Schuld auf sich nehmen und den Schein retten, meint Wellmer.

## Dissonanz als „Signum aller Moderne“
Als „eine Art Invariante der Moderne“ identifiziert Adorno „seit Baudelaire und dem  Tristan“ die Dissonanz (ÄT 29 f.). Einmal erkannt, werde sie als Strukturprinzip auch in früheren Epochen wahrnehmbar. Als ihr Synonym gilt in der ästhetischen Anschauung das Hässliche (AT 74). Die Dissonanz im Kunstwerk konvergiert mit dem in der auswendigen Realität, „was die Vulgärsoziologie gesellschaftliche Entfremdung nennt“ (ÄT 30).

## Naturschönes
Besondere Aufmerksamkeit widmet Adorno dem Naturschönen, das seit Schelling in der Philosophie „verdrängt“ worden sei. Kunst würde nicht Natur, sondern das Naturschöne nachahmen (ÄT 112). Albrecht Wellmer gibt den Hinweis, dass Adorno damit nicht die Nachahmung von Wirklichem meint, sondern das, was am Wirklichen schon über die Wirklichkeit hinausweist, und interpretiert in diesem Horizont den Zusammenhang von Kunstwerk und Naturschönem wie folgt:

„Im Naturschönen sieht Adorno die Chiffre einer noch-nicht-seienden, einer versöhnten Natur […]. Das Kunstwerk, als Nachahmung des Naturschönen, wird so zum Bild einer beredten, aus ihrer Stummheit befreiten, einer erlösten Natur, ebenso wie zum Bild einer versöhnten Menschheit.“

## Versöhnung und Erhabenes
Wie das Naturschöne hat Adorno auch die Kategorie des Erhabenen für die moderne Kunst rehabilitiert, freilich indem er die Zusammensetzung der Kategorie verändert: In bestimmter Negation kehrt er ihre von Kant für die überwältigende Größe der äußeren Natur reservierte Kategorie in die der Erfahrung des „Selbstbewusstseins des Menschen von seiner Naturhaftigkeit“ (GS 7: 295) um. Was Adorno im Hinblick auf das Subjekt als mögliche Gemeinschaft des Geistes mit der Natur meint, artikuliert er für die Kunst als eine Ablösung des Schönen durch das Erhabene.
Der Stellenwert des Erhabenen für Adornos versöhnungsphilosophische Konstruktion der Kunst wird von Wolfgang Welsch und Albrecht Wellmer unterschiedlich bewertet. Welsch glaubt im Erhabenen einen „Sprengsatz innerhalb der Ästhetischen Theorie“ zu erkennen, weil Adorno damit die „konstitutive Unversöhnlichkeit“ (GS 7: 283) der Kunstwerke bezeichnet. Die Argumentation Welschs folgt der dialektischen Denkbewegung Adornos in doppelter Weise. Zunächst zeigt sie, wie Adorno mit der bestimmten Negation den überkommenen Begriff des Erhabenen bei Kant in charakteristischer Weise transformiert. Nach Kant kommt das Erhabene allein der Beschreibung der übermächtigen äußeren Natur zu, später (z. B. bei Friedrich Schiller) fand der Begriff, noch in Kantischer Lesart, auch Eingang in die Kunsttheorie für die „großen Stoffe“ und „erhabenen Vorgänge“. In der modernen Kunst (z. B. in Beethovens Musik, Caspar David Friedrichs Malerei und Baudelaires Lyrik) vollzieht sich eine Ablösung des Schönen durch das Erhabene. Adorno schließlich transformiere das Erhabene in eine Kategorie der Erfahrung des „Selbstbewusstseins des Menschen von seiner Naturhaftigkeit“ (ÄT 295). Im Verlauf seiner Reflexionen setze Adorno an die Stelle des Versöhnungsideals mit seiner Synthese von Mimesis und Konstruktion im Kunstwerk zunehmend das Erhabene als „Verabschiedung des herrschaftlichen Gestus gegenüber dem Material“ und als „konsequente Hinwendung zu dessen Eigentendenzen“. Daraus erkläre sich die „Wendung zum Brüchigen und Fragmentarischen“ der Kunstwerke, die Adorno mit der Aussage kommentiert, „dass es keine vollkommenen Werke gibt“; denn ihre „konstitutive Unversöhnlichkeit“ schneide „auch ihnen selbst Versöhnung ab“ (ÄT 282f.). Adorno sei darum bemüht, seine Konzeption vom Kunstwerk als „Gestalt von Versöhnung […] zu halten“ und mit der Kategorie des Erhabenen „doch auch radikal in Frage zu stellen“. Mit der paradoxen Formel einer „Versöhnung des Unversöhnbaren“ könne Welsch zufolge Adorno dem Motiv Versöhnung nur durch die Preisgabe der Denkform Versöhnung gerecht werden.
Gegen Welsch hält Wellmer daran fest, dass die Kategorie des Erhabenen bei Adorno innerhalb der versöhnungsphilosophischen Konstruktion der Kunst ihren Platz behalte. Wenn die moderne Kunst nach Adorno ausspricht, dass die Welt sich nicht mehr zu einem Sinnganzen zusammenfügen lasse, dass sie nach Auschwitz in einen Zustand vollendeter Negativität geraten sei, dann sei im Kontext der ästhetischen Erfahrung das Erhabene der „Ort des Standhaltens gegen die Übermacht der Negativität“.

## Rezeption
Adornos Ästhetische Theorie wird generell als eine „Negativitätsästhetik“ rezipiert. Sie ist Gegenstand zahlreicher Dissertationen und Habilitationsschriften. Anlässlich des 50. Jahrestags des Erscheinungsdatums der Ästhetischen Theorie haben die Literaturwissenschaftler Martin Endres, Axel Pichler und Claus Zittel in einem Sammelband einundzwanzig Beiträge namhafter Autorinnen und Autoren veröffentlicht, die aus unterschiedlichen Perspektiven ihre persönliche Sicht auf das Buch skizzieren.
Gegen Adornos gesellschaftliche Verortung der autonomen Kunst als bestimmte Negation des gegebenen Zustands der Gesellschaft und der Utopie einer erscheinenden anderen, befreiten Gesellschaft argumentiert Hans Robert Jauß auf mehreren Ebenen. Zum einen verweist er auf den Prozess der nachträglichen Vereinnahmung von Werken kritischen Charakters in den „klassischen“ Kanon als „Bildungserbe“. Zum anderen schreibt er den (vorautonomen) Kunstwerken in der Rezeption die Funktion der Bildung, Rechtfertigung und Veränderung gesellschaftlicher Normen zu. Zum dritten wendet er sich gegen Adornos schroffe Ablehnung des Kunstgenusses, der sich beim Rezipienten in „Bewunderung, Rührung, Mitlachen, Mitweinen“ äußere. Im Kern zielt seine Kritik auf Adornos kategorische Beschränkung auf die „Werkästhetik“ unter Vernachlässigung der „Rezeptionsästhetik“.
Rüdiger Bubner kritisierte, dass Adorno eine „Aufhebung von Theorie in Ästhetik“ betreibe und die Kunst zum „Erfüllungsgehilfen der kritischen Absichten der Theorie“ mache und damit die Ästhetik einer tiefgehenden Heteronomie unterwerfe. Auch Jürgen Habermas verwies kritisch auf die in der Ästhetischen Theorie besiegelte „Abtretung der Erkenntnis-Kompetenz an die Kunst, in der das mimetische Vermögen objektive Gestalt gewinnt“.
Verschiedene Rezipienten monierten, dass Adorno unter den Werken der musikalischen, literarischen und bildenden Kunst nur die großen und authentischen Werke akzeptiere. Für alle von ihm behandelten Kunstgattungen lässt sich eine ästhetische Blickverengung nachweisen. Blinde Flecken im musikalischen Bereich konstatierte vornehmlich Albrecht Wellmer: Durch seine Fixierung auf die deutsch-österreichische Musiktradition habe Adorno mit anderen Traditionslinien zur Neuen Musik, für die Debussy, Varèse, Bartók, Strawinsky und Ives stehen, nichts anfangen können. Im literarischen Feld haben insbesondere Peter Bürger und Jan Philipp Reemtsma Defizite hervorgehoben: Bürger den Ausschluss der engagierten Literatur, Reemtsma den selektiven Blick auf die Romanliteratur. Adornos Aussage über den Erzählerstandort im traditionellen Roman relativiert Reemtsma mit dem Verweis auf literarhistorisch bedeutsame Romanautoren (z. B. Jean Paul, Diderot, Sterne, Melville), die in ihren Werken eben nicht die von Adorno stilisierte „Guckkasten“-Perspektive einnehmen. Nach Bürger exkludiere Adorno aus theorierelevanten Gründen, sprich: sein Verdikt gegen engagierte Literatur, zwei der bedeutendsten Autoren des 20. Jahrhunderts, Bertolt Brecht und Jean Paul Sartre. In der bildenden Kunst fand bei Adorno die gegenständliche Malerei keine Resonanz – nach Kubismus und Abstraktion galt sie ihm, ähnlich wie der Neoklassizismus in der Musik, als Regression auf ein überwundenes technisches Niveau künstlerischer Formgebung.

## Textausgaben
- Theodor W. Adorno: Schein – Form – Subjekt – Prozeßcharakter – Kunstwerk. Textkritische Edition der letzten bekannten Überarbeitung des III. Kapitels der ›Kapitel-Ästhetik‹, 2 Bde. [Band 1: Ts 17893–18084 / Band 2: Ts 18085–18673]. Hrsg. von Martin Endres, Axel Pichler und Claus Zittel. De Gruyter, Berlin/Boston 2021. ISBN 978-3-11-030386-5 und ISBN 978-3-11-074039-4
- Theodor W. Adorno: Ästhetische Theorie. Suhrkamp, Frankfurt am Main 1970.
- Theodor W. Adorno: Gesammelte Schriften. Band 7: Ästhetische Theorie. 6. Auflage. Suhrkamp, Frankfurt am Main 1996. (Zitate im Fließtext aus dieser Ausgabe).
- Theodor W. Adorno: Ästhetik (1958/59). Nachgelassene Schriften, Abteilung IV: Vorlesungen, Band 3. Suhrkamp, Frankfurt am Main.